# Police FC Jinja
El Police FC Jinja és un club de futbol ugandès de la ciutat de Jinja.

## Palmarès
- Lliga ugandesa de futbol:[4]
  - 2005
- Copa CECAFA de clubs:[5]
  - 2006